# Jakubowski III

Herb z nobilitacji Michała, Kazimierza i Felicjana Jakubowskich z 1764

Jakubowski III – polski herb szlachecki z nobilitacji, odmiana herbu Topór.

## Opis herbu
Opis zgodnie z klasycznymi regułami blazonowania:
W polu czerwonym na toporze nachylonym nieco w prawo z drzewcem złotym gołąb wzlatujący biały. Za nim gwiazda złota.
Klejnot: Nad hełmem w koronie trzy pióra strusie.
Tak miał prezentować się herb zgodnie z oryginalnym nadaniem. Według Ostrowskiego herb miał jeszcze trzymacze: z prawej orła, z lewej lwa.

## Najwcześniejsze wzmianki
Nadany konwertytom żydowskim Michałowi, Kazimierzowi i Felicjanowi Jakubowskiemu 24 grudnia 1764.

## Herbowni
Jedna rodzina herbownych (herb własny):
Jakubowski